# Atletiek op de Olympische Zomerspelen 1984

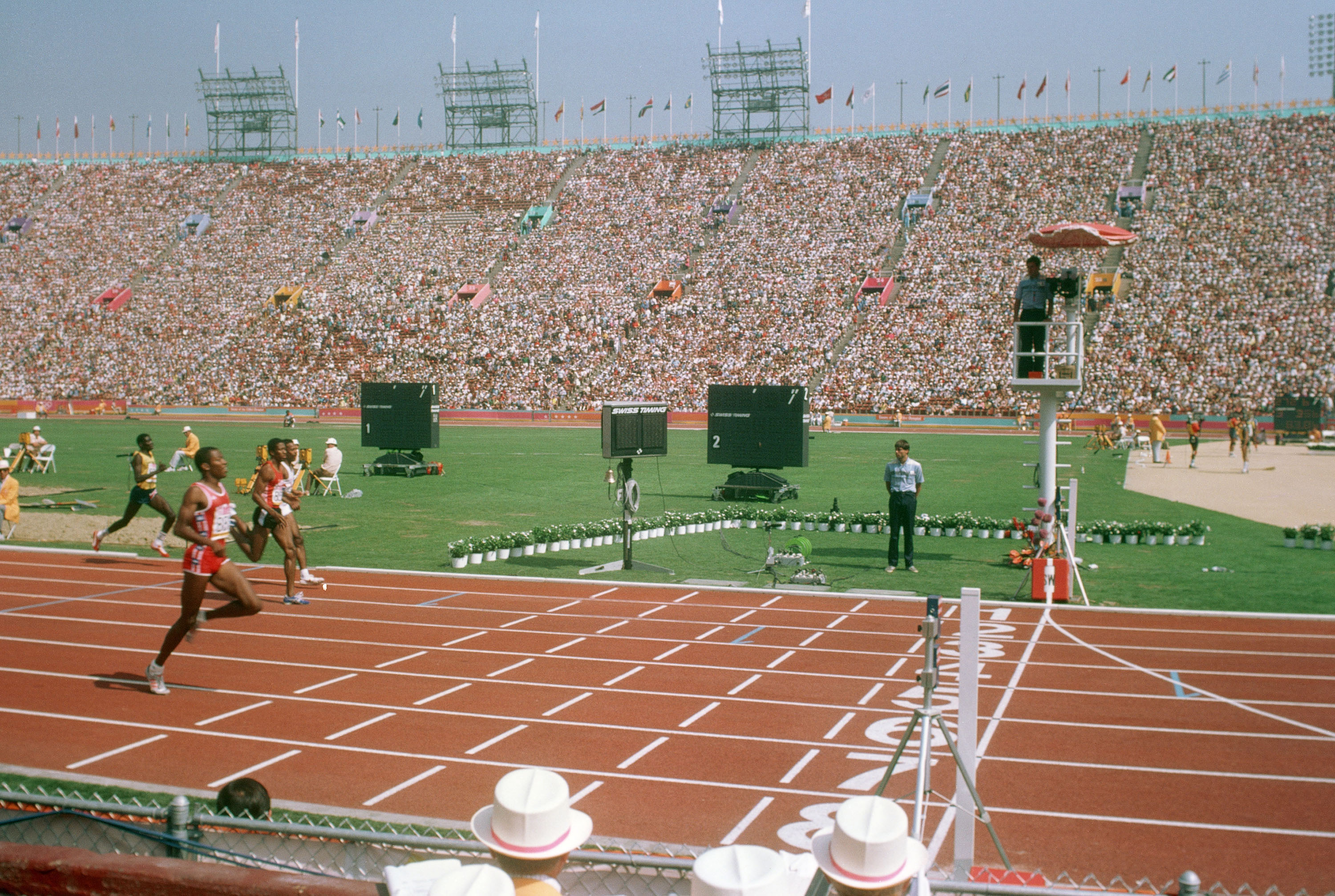
Finish van een serie bij de mannen op de 400 m.

Atletiek is een van de sporten die beoefend werden tijdens de Olympische Zomerspelen 1984 in Los Angeles. De competitie werd gehouden in het Los Angeles Memorial Coliseum, dat ook de gastheer was geweest van de Olympische Spelen van 1932 en de thuisbasis is van onder meer UCLA. Door de boycot van de Sovjet-Unie was sprake van een gedevalueerd toernooi, vooral bij de werpnummers.
De competitie kende twee nieuwe onderdelen voor de vrouwen: de 3.000 meter en de marathon. Daarnaast waren dit de eerste Olympische Spelen die werden gehouden nadat de IAAF eigen wereldkampioenschappen te organiseren, hetgeen in 1983 voor het eerst was gebeurd in Helsinki. De onbetwiste smaakmaker van dit toernooi was de Amerikaanse atleet Carl Lewis: hij won vier gouden medailles en evenaarde daarmee de prestatie die zijn landgenoot Jesse Owens in Berlijn 1936 had geleverd. Bij de vrouwen was Valerie Brisco-Hooks de grote uitblinker, die zegevierde op de 200 meter, de 400 meter en de 4x400-estafette. Tienkamper Daley Thompson wist zijn titel te prolongeren en was pas de tweede atleet die daarin slaagde, na Bob Mathias.

## Mannen

### 100 m
| rang   | sporter(s)        | land | tijd  |
| ------ | ----------------- | ---- | ----- |
| Goud   | Carl Lewis        | USA  | 9,99  |
| Zilver | Sam Graddy        | USA  | 10,19 |
| Brons  | Ben Johnson       | CAN  | 10,22 |
| 4      | Ron Brown         | USA  | 10,26 |
| 5      | Michael McFarlane | GBR  | 10,27 |
| 6      | Ray Stewart       | JAM  | 10,29 |
| 7      | Donovan Reid      | GBR  | 10,33 |
| 8      | Tony Sharpe       | CAN  | 10,35 |

### 200 m
| rang   | sporter(s)              | land | tijd     |
| ------ | ----------------------- | ---- | -------- |
| Goud   | Carl Lewis              | USA  | OR 19,80 |
| Zilver | Kirk Baptiste           | USA  | 19,96    |
| Brons  | Thomas Jefferson        | USA  | 20,26    |
| 4      | João da Silva           | BRA  | 20,30    |
| 5      | Ralf Lübke              | FRG  | 20,51    |
| 6      | Jean-Jacques Boussemart | FRA  | 20,55    |
| 7      | Pietro Mennea           | ITA  | 20,55    |
| 8      | Ade Mafe                | GBR  | 20,85    |

### 400 m
| rang   | sporter(s)        | land | tijd  |
| ------ | ----------------- | ---- | ----- |
| Goud   | Alonzo Babers     | USA  | 44,27 |
| Zilver | Gabriel Tiacoh    | CIV  | 44,54 |
| Brons  | Antonio McKay     | USA  | 44,71 |
| 4      | Darren Clark      | AUS  | 44,75 |
| 5      | Sunder Nix        | USA  | 44,75 |
| 6      | Sunday Uti        | NGR  | 44,93 |
| 7      | Innocent Egbunike | NGR  | 45,35 |
|        | Bert Cameron      | JAM  | DNS   |

### 800 m
| rang   | sporter(s)       | land | tijd       |
| ------ | ---------------- | ---- | ---------- |
| Goud   | Joaquim Cruz     | BRA  | OR 1.43,00 |
| Zilver | Sebastian Coe    | GBR  | 1.43,64    |
| Brons  | Earl Jones       | USA  | 1.43,83    |
| 4      | Billy Konchellah | KEN  | 1.44,03    |
| 5      | Donato Sabia     | ITA  | 1.44,53    |
| 6      | Edwin Koech      | KEN  | 1.44,86    |
| 7      | Johnny Gray      | USA  | 1.47,89    |
| 8      | Steve Ovett      | GBR  | 1.52,28    |

### 1500 m
| rang   | sporter(s)          | land | tijd       |
| ------ | ------------------- | ---- | ---------- |
| Goud   | Sebastian Coe       | GBR  | OR 3.32,53 |
| Zilver | Steve Cram          | GBR  | 3.33,40    |
| Brons  | José Manuel Abascal | ESP  | 3.34,30    |
| 4      | Joseph Chesire      | KEN  | 3.34,52    |
| 5      | Jim Spivey          | USA  | 3.36,07    |
| 6      | Peter Wirz          | SUI  | 3.36,97    |
| 7      | Andres Vera         | ESP  | 3.37,02    |
| 8      | Omar Khalifa        | SUD  | 3.37,11    |

### 5000 m
| rang   | sporter(s)        | land | tijd        |
| ------ | ----------------- | ---- | ----------- |
| Goud   | Saïd Aouita       | MAR  | OR 13.05,59 |
| Zilver | Markus Ryffel     | SUI  | 13.07,54    |
| Brons  | António Leitão    | POR  | 13.09,20    |
| 4      | Timothy Hutchings | GBR  | 13.11,50    |
| 5      | Paul Kipkoech     | KEN  | 13.14,40    |
| 6      | Charles Cheruiyot | KEN  | 13.18,41    |
| 7      | Doug Padilla      | USA  | 13.23,56    |
| 8      | John Walker       | NZL  | 13.24,46    |

### 10.000 m
| rang   | sporter(s)       | land | tijd     |
| ------ | ---------------- | ---- | -------- |
| Goud   | Alberto Cova     | ITA  | 27.47,54 |
| Zilver | Mike McLeod      | GBR  | 28.06,22 |
| Brons  | Mike Musyoki     | KEN  | 28.06,46 |
| 4      | Salvatore Antibo | ITA  | 28.06,50 |
| 5      | Christoph Herle  | FRG  | 28.08,21 |
| 6      | Sosthenes Bitok  | KEN  | 28.09,01 |
| 7      | Yutaka Kanai     | JPN  | 28.27,06 |
| 8      | Stephen Jones    | GBR  | 28.28,08 |

Martti Vainio (FIN) eindigde als tweede (27:51.10), maar hij werd later wegens een positieve dopingtest gediskwalificeerd.

### marathon
| rang   | sporter(s)         | land | tijd    |
| ------ | ------------------ | ---- | ------- |
| Goud   | Carlos Lopes       | POR  | 2:09.21 |
| Zilver | John Treacy        | IRL  | 2:09.56 |
| Brons  | Charles Spedding   | GBR  | 2:09.58 |
| 4      | Takeshi Soh        | JPN  | 2:10.55 |
| 5      | Robert de Castella | AUS  | 2:11.09 |
| 6      | Juma Ikangaa       | TAN  | 2:11.10 |
| 7      | Joseph Nzau        | KEN  | 2:11.28 |
| 8      | Djama Robleh       | DJI  | 2:11.39 |

### 110 m horden
| rang   | sporter(s)        | land | tijd     |
| ------ | ----------------- | ---- | -------- |
| Goud   | Roger Kingdom     | USA  | OR 13,20 |
| Zilver | Greg Foster       | USA  | 13,23    |
| Brons  | Arto Bryggare     | FIN  | 13,40    |
| 4      | Mark McKoy        | CAN  | 13,45    |
| 5      | Anthony Campbell  | USA  | 13,55    |
| 6      | Stéphane Caristan | FRA  | 13,71    |
| 7      | Carlos Sala       | ESP  | 13,80    |
| 8      | Jeff Glass        | CAN  | 14,15    |

### 400 m horden
| rang   | sporter(s)       | land | tijd  |
| ------ | ---------------- | ---- | ----- |
| Goud   | Edwin Moses      | USA  | 47,75 |
| Zilver | Danny Harris     | USA  | 48,13 |
| Brons  | Harald Schmid    | FRG  | 48,19 |
| 4      | Sven Nylander    | SWE  | 48,97 |
| 5      | Amadou Dia Ba    | SEN  | 49,28 |
| 6      | Tranel Hawkins   | USA  | 49,42 |
| 7      | Michel Zimmerman | BEL  | 50,69 |
| 8      | Henry Amike      | NGR  | 53,78 |

### 3000 m steeple chase
| rang   | sporter(s)      | land | tijd    |
| ------ | --------------- | ---- | ------- |
| Goud   | Julius Korir    | KEN  | 8.11,80 |
| Zilver | Joseph Mahmoud  | FRA  | 8.13,31 |
| Brons  | Brian Diemer    | USA  | 8.14,06 |
| 4      | Henry Marsh     | USA  | 8.14,25 |
| 5      | Colin Reitz     | GBR  | 8.15,48 |
| 6      | Domingo Ramón   | ESP  | 8.17,27 |
| 7      | Julius Kariuki  | KEN  | 8.17,47 |
| 8      | Pascal Debacker | FRA  | 8.21,51 |

### 4 × 100 m estafette
| rang   | sporter(s)                                                              | land | tijd     |
| ------ | ----------------------------------------------------------------------- | ---- | -------- |
| Goud   | Sam Graddy Ron Brown Calvin Smith Carl Lewis                            | USA  | WR 37,83 |
| Zilver | Albert Lawrence Greg Meghoo Don Quarrie Ray Stewart                     | JAM  | 38,62    |
| Brons  | Ben Johnson Tony Sharpe Desai Williams Sterling Hinds                   | CAN  | 38,70    |
| 4      | Antonio Ullo Giovanni Bongiorni Stefano Tilli Pietro Mennea             | ITA  | 38,87    |
| 5      | Jürgen Koffler Peter Klein Jürgen Evers Ralf Lübke                      | FRG  | 38,99    |
| 6      | Antoine Richard Jean-Jacques Boussemart Marc Gasparoni Bruno Marie-Rose | FRA  | 39,10    |
| 7      | Daley Thompson Donovan Reid Michael McFarlane Allan Wells               | GBR  | 39,13    |
| 8      | Arnaldo da Silva Nelson dos Santos Rocha Katsuhiko Nakaya Paulo Correia | BRA  | 39,40    |

### 4 × 400 m estafette
| rang   | sporter(s)                                                | land | tijd    |
| ------ | --------------------------------------------------------- | ---- | ------- |
| Goud   | Sunder Nix Ray Armstead Alonzo Babers Antonio McKay       | USA  | 2.57,91 |
| Zilver | Kriss Akabusi Gary Cook Todd Bennett Phil Brown           | GBR  | 2.59,13 |
| Brons  | Sunday Uti Moses Ugbusien Rotimi Peters Innocent Egbunike | NGR  | 2.59,32 |
| 4      | Bruce Frayne Darren Clark Gary Minihan Rick Mitchell      | AUS  | 2.59,70 |
| 5      | Roberto Tozzi Ernesto Nocco Roberto Ribaud Pietro Mennea  | ITA  | 3.01,41 |
| 6      | Richard Louis David Peltier Clyde Edwards Elvis Forde     | BAR  | 3.01,60 |
| 7      | John Govile Moses Kyeswa Peter Rwamuhanda Mike Okot       | UGA  | 3.02,09 |
| 8      | Michael Sokolowski Doug Hinds Bryan Saunders Tim Bethune  | CAN  | 3.02,82 |

### 20 km snelwandelen
| rang   | sporter(s)        | land | tijd       |
| ------ | ----------------- | ---- | ---------- |
| Goud   | Ernesto Canto     | MEX  | OR 1:23.13 |
| Zilver | Raúl González     | MEX  | 1:23.20    |
| Brons  | Maurizio Damilano | ITA  | 1:23.26    |
| 4      | Guillaume Leblanc | CAN  | 1:24.29    |
| 5      | Carlo Mattioli    | ITA  | 1:25.07    |
| 6      | José Marin        | ESP  | 1:25.32    |
| 7      | Marco Evoniuk     | USA  | 1:25.42    |
| 8      | Erling Andersen   | NOR  | 1:25.54    |

### 50 km snelwandelen
| rang   | sporter(s)          | land | tijd       |
| ------ | ------------------- | ---- | ---------- |
| Goud   | Raúl González       | MEX  | OR 3:47.26 |
| Zilver | Bo Gustafsson       | SWE  | 3:53.19    |
| Brons  | Sandro Bellucci     | ITA  | 3:53.45    |
| 4      | Reima Salonen       | FIN  | 3:58.30    |
| 5      | Raffaello Ducceschi | ITA  | 3:59.26    |
| 6      | Carl Schueler       | USA  | 3:59.46    |
| 7      | Jorge Llopart       | ESP  | 4:03.09    |
| 8      | José Pinto          | POR  | 4:04.42    |

### hoogspringen
| rang   | sporter(s)        | land | hoogte |
| ------ | ----------------- | ---- | ------ |
| Goud   | Dietmar Mögenburg | FRG  | 2,35 m |
| Zilver | Patrik Sjöberg    | SWE  | 2,33 m |
| Brons  | Zhu Jianhua       | CHN  | 2,31 m |
| 4      | Dwight Stones     | USA  | 2,31 m |
| 5      | Doug Nordquist    | USA  | 2,29 m |
| 6      | Milton Ottey      | CAN  | 2,29 m |
| 7      | Liu Yunpeng       | CHN  | 2,29 m |
| 8      | Cai Shu           | CHN  | 2,27 m |

### polsstokhoogspringen
| rang   | sporter(s)       | land | hoogte |
| ------ | ---------------- | ---- | ------ |
| Goud   | Pierre Quinon    | FRA  | 5,75 m |
| Zilver | Mike Tully       | USA  | 5,65 m |
| Brons  | Earl Bell        | USA  | 5,60 m |
| Brons  | Thierry Vigneron | FRA  | 5,60 m |
| 5      | Kimmo Pallonen   | FIN  | 5,45 m |
| 6      | Doug Lytle       | USA  | 5,40 m |
| 7      | Felix Böhni      | SUI  | 5,30 m |
| 7      | Mauro Barella    | ITA  | 5,30 m |

### verspringen
| rang   | sporter(s)           | land | afstand |
| ------ | -------------------- | ---- | ------- |
| Goud   | Carl Lewis           | USA  | 8,54 m  |
| Zilver | Gary Honey           | AUS  | 8,24 m  |
| Brons  | Giovanni Evangelisti | ITA  | 8,24 m  |
| 4      | Larry Myricks        | USA  | 8,16 m  |
| 5      | Liu Yuhuang          | CHN  | 7,99 m  |
| 6      | Joey Wells           | BAH  | 7,97 m  |
| 7      | Junichi Usui         | JPN  | 7,87 m  |
| 8      | Kim Jong-il          | KOR  | 7,81 m  |

### hink-stap-springen
| rang   | sporter(s)     | land | afstand |
| ------ | -------------- | ---- | ------- |
| Goud   | Al Joyner      | USA  | 17,26 m |
| Zilver | Mike Conley    | USA  | 17,18 m |
| Brons  | Keith Connor   | GBR  | 16,87 m |
| 4      | Zou Zhenxian   | CHN  | 16,83 m |
| 5      | Peter Bouschen | FRG  | 16,77 m |
| 6      | Willie Banks   | USA  | 16,75 m |
| 7      | Ajayi Agbebaku | NGR  | 16,67 m |
| 8      | Eric McCalla   | GBR  | 16,66 m |

### kogelstoten
| rang   | sporter(s)        | land | afstand |
| ------ | ----------------- | ---- | ------- |
| Goud   | Alessandro Andrei | ITA  | 21,26 m |
| Zilver | Michael Carter    | USA  | 21,09 m |
| Brons  | Dave Laut         | USA  | 20,97 m |
| 4      | Augie Wolf        | USA  | 20,93 m |
| 5      | Werner Günthör    | SUI  | 20,28 m |
| 6      | Marco Montelatici | ITA  | 19,98 m |
| 7      | Sören Tallhem     | SWE  | 19,81 m |
| 8      | Erik de Bruin     | NED  | 19,65 m |

### discuswerpen
| rang   | sporter(s)      | land | afstand |
| ------ | --------------- | ---- | ------- |
| Goud   | Rolf Danneberg  | FRG  | 66,60 m |
| Zilver | Mac Wilkins     | USA  | 66,30 m |
| Brons  | John Powell     | USA  | 65,46 m |
| 4      | Knut Hjeltnes   | NOR  | 65,28 m |
| 5      | Arthur Burns    | USA  | 64,98 m |
| 6      | Alwin Wagner    | FRG  | 64,72 m |
| 7      | Luciano Zerbini | ITA  | 63,50 m |
| 8      | Stefan Fernholm | SWE  | 63,22 m |

### kogelslingeren
| rang   | sporter(s)        | land | afstand |
| ------ | ----------------- | ---- | ------- |
| Goud   | Juha Tiainen      | FIN  | 78,08 m |
| Zilver | Karl-Hans Riehm   | FRG  | 77,98 m |
| Brons  | Klaus Ploghaus    | FRG  | 76,68 m |
| 4      | Orlando Bianchini | ITA  | 75,94 m |
| 5      | Bill Green        | USA  | 75,60 m |
| 6      | Harri Huhtala     | FIN  | 75,28 m |
| 7      | Walter Ciofani    | FRA  | 73,46 m |
| 8      | Bob Weir          | GBR  | 72,62 m |

Gianpaolo Urlando (ITA) eindigde als vierde (75,96 m), maar hij werd later wegens een positieve dopingtest gediskwalificeerd.

### speerwerpen
| rang   | sporter(s)           | land | afstand |
| ------ | -------------------- | ---- | ------- |
| Goud   | Arto Härkönen        | FIN  | 86,76 m |
| Zilver | Dave Ottley          | GBR  | 85,74 m |
| Brons  | Kenth Eldebrink      | SWE  | 83,72 m |
| 4      | Wolfram Gambke       | FRG  | 82,46 m |
| 5      | Masami Yoshida       | JPN  | 81,98 m |
| 6      | Einar Vihjalmsson    | ISL  | 81,58 m |
| 7      | Arne-Roald Bradstock | GBR  | 81,22 m |
| 8      | Laslo Babits         | CAN  | 80,68 m |

### tienkamp
| rang   | sporter(s)       | land | tabel 1964 | tabel 1985 |
| ------ | ---------------- | ---- | ---------- | ---------- |
| Goud   | Daley Thompson   | GBR  | OR 8798    | WR 8847    |
| Zilver | Jürgen Hingsen   | FRG  | 8673       | 8695       |
| Brons  | Siegfried Wentz  | FRG  | 8412       | 8416       |
| 4      | Guido Kratschmer | FRG  | 8326       | 8357       |
| 5      | William Motti    | FRA  | 8266       | 8278       |
| 6      | John Crist       | USA  | 8130       | 8115       |
| 7      | Jim Wooding      | USA  | 8091       | 8054       |
| 8      | David Steen      | CAN  | 8047       | 8034       |

In 1985 werd een nieuwe scoringstabel ingevoerd voor de tienkamp. Volgens deze nieuwe tabel werd de score van Daley Thompson het WR.

## Vrouwen

### 100 m
| rang   | sporter(s)         | land | tijd     |
| ------ | ------------------ | ---- | -------- |
| Goud   | Evelyn Ashford     | USA  | OR 10,97 |
| Zilver | Alice Brown        | USA  | 11,13    |
| Brons  | Merlene Ottey-Page | JAM  | 11,16    |
| 4      | Jeannette Bolden   | USA  | 11,25    |
| 5      | Grace Jackson      | JAM  | 11,39    |
| 6      | Angela Bailey      | CAN  | 11,40    |
| 7      | Heather Oakes      | GBR  | 11,43    |
| 8      | Angella Taylor     | CAN  | 11,62    |

### 200 m
| rang   | sporter(s)           | land | tijd     |
| ------ | -------------------- | ---- | -------- |
| Goud   | Valerie Brisco-Hooks | USA  | OR 21,81 |
| Zilver | Florence Griffith    | USA  | 22,04    |
| Brons  | Merlene Ottey-Page   | JAM  | 22,09    |
| 4      | Kathy Cook           | GBR  | 22,10    |
| 5      | Grace Jackson        | JAM  | 22,20    |
| 6      | Randy Givens         | USA  | 22,36    |
| 7      | Rose-Aimée Bacoul    | FRA  | 22,78    |
| 8      | Liliane Gaschet      | FRA  | 22,86    |

### 400 m
| rang   | sporter(s)            | land | tijd     |
| ------ | --------------------- | ---- | -------- |
| Goud   | Valerie Brisco-Hooks  | USA  | OR 48,83 |
| Zilver | Chandra Cheeseborough | USA  | 49,05    |
| Brons  | Kathy Cook            | GBR  | 49,43    |
| 4      | Marita Payne          | CAN  | 49,91    |
| 5      | Lillie Leatherwood    | USA  | 50,25    |
| 6      | Ute Thimm             | FRG  | 50,37    |
| 4      | Charmaine Crooks      | CAN  | 50,45    |
| 8      | Ruth Waithera         | KEN  | 51,56    |

### 800 m
| rang   | sporter(s)      | land | tijd    |
| ------ | --------------- | ---- | ------- |
| Goud   | Doina Melinte   | ROU  | 1.57,60 |
| Zilver | Kim Gallagher   | USA  | 1.58,63 |
| Brons  | Fița Lovin      | ROU  | 1.58,83 |
| 4      | Gabriella Dorio | ITA  | 1.59,05 |
| 5      | Lorraine Baker  | GBR  | 2.00,03 |
| 6      | Ruth Wysocki    | USA  | 2.00,34 |
| 7      | Margrit Klinger | FRG  | 2.00,65 |
| 8      | Caroline O'Shea | IRL  | 2.00,77 |

### 1500 m
| rang   | sporter(s)        | land | tijd    |
| ------ | ----------------- | ---- | ------- |
| Goud   | Gabriella Dorio   | ITA  | 4.03,25 |
| Zilver | Doina Melinte     | ROU  | 4.03,76 |
| Brons  | Maricica Puică    | ROU  | 4.04,15 |
| 4      | Roswitha Gerdes   | FRG  | 4.04,41 |
| 5      | Christine Benning | GBR  | 4.04,70 |
| 6      | Christina Boxer   | GBR  | 4.05,53 |
| 7      | Brit McRoberts    | CAN  | 4.05,98 |
| 8      | Ruth Wysocki      | USA  | 4.08,92 |

### 3000 m
| rang   | sporter(s)     | land | tijd       |
| ------ | -------------- | ---- | ---------- |
| Goud   | Maricica Puică | ROU  | OR 8.35,96 |
| Zilver | Wendy Sly      | GBR  | 8.39,47    |
| Brons  | Lynn Williams  | CAN  | 8.42,14    |
| 4      | Cindy Bremser  | USA  | 8.42,78    |
| 5      | Cornelia Bürki | SUI  | 8.45,20    |
| 6      | Aurora Cunha   | POR  | 8.46,37    |
| 7      | Zola Budd      | GBR  | 8.48,80    |
| 8      | Joan Hansen    | USA  | 8.51,53    |

### marathon
| rang   | sporter(s)           | land | tijd       |
| ------ | -------------------- | ---- | ---------- |
| Goud   | Joan Benoit          | USA  | OR 2:24.52 |
| Zilver | Grete Andersen-Waitz | NOR  | 2:26.18    |
| Brons  | Rosa Mota            | POR  | 2:26.57    |
| 4      | Ingrid Kristiansen   | NOR  | 2:27.34    |
| 5      | Lorraine Moller      | NZL  | 2:28.34    |
| 6      | Priscilla Welch      | GBR  | 2:28.54    |
| 7      | Lisa Martin-Ondieki  | AUS  | 2:29.03    |
| 8      | Sylvia Ruegger       | CAN  | 2:29.09    |

### 100 m horden
| rang   | sporter(s)           | land | tijd  |
| ------ | -------------------- | ---- | ----- |
| Goud   | Benita Fitzgerald    | USA  | 12,84 |
| Zilver | Shirley Strong       | GBR  | 12,88 |
| Brons  | Kim Turner           | USA  | 13,06 |
| Brons  | Michèle Chardonnet   | FRA  | 13,06 |
| 5      | Glynis Nunn          | AUS  | 13,20 |
| 6      | Marie-Noëlle Savigny | FRA  | 13,28 |
| 7      | Ulrike Denk          | FRG  | 13,32 |
| 8      | Pamela Page          | USA  | 13,40 |

### 400 m horden
| rang   | sporter(s)          | land | tijd     |
| ------ | ------------------- | ---- | -------- |
| Goud   | Nawal El Moutawakel | MAR  | OR 54,61 |
| Zilver | Judi Brown          | USA  | 55,20    |
| Brons  | Cristeana Cojocaru  | ROU  | 55,41    |
| 4      | Pilavullakandi Usha | IND  | 55,42    |
| 5      | Ann-Louise Skoglund | SWE  | 55,43    |
| 6      | Debbie Flintoff     | AUS  | 56,21    |
| 7      | Tuija Helander      | FIN  | 56,55    |
| 8      | Sandra Farmer       | JAM  | 57,15    |

### 4 × 100 m estafette
| rang   | sporter(s)                                                           | land | tijd  |
| ------ | -------------------------------------------------------------------- | ---- | ----- |
| Goud   | Alice Brown Jeanette Bolden Chandra Cheeseborough Evelyn Ashford     | USA  | 41,65 |
| Zilver | Angela Bailey Marita Payne Angella Taylor France Gareau              | CAN  | 42,77 |
| Brons  | Simone Jacobs Kathy Cook Beverley Callender Heather Hunte            | GBR  | 43,11 |
| 4      | Rose-Aimée Bacoul Liliane Gaschet Marie-France Loval Raymonde Naigre | FRA  | 43,15 |
| 5      | Edith Oker Michaela Schabinger Heidi-Elke Gaugel Ute Thimm           | FRG  | 43,57 |
| 6      | Eldece Clarke Pauline Davis Debbie Greene Oralee Fowler              | BAH  | 44,18 |
| 7      | Janice Bernard Gillian Forde Ester Hope-Washington Angela Williams   | TRI  | 44,23 |
| 8      | Juliet Cuthbert Grace Jackson Veronica Findlay Merlene Ottey-Page    | JAM  | 53,54 |

### 4 × 400 m estafette
| rang   | sporter(s)                                                                  | land | tijd       |
| ------ | --------------------------------------------------------------------------- | ---- | ---------- |
| Goud   | Lillie Leatherwood Sherri Howard Valerie Brisco-Hooks Chandra Cheeseborough | USA  | OR 3.18,29 |
| Zilver | Charmaine Crooks Jillian Richardson Molly Killingbeck Marita Payne          | CAN  | 3.21,21    |
| Brons  | Heike Schulte-Mattler Ute Thimm Heidi-Elke Gaugel Gaby Bußmann              | FRG  | 3.22,98    |
| 4      | Michelle Scutt Helen Barnett Gladys Taylor Joslyn Hoyle-Smith               | GBR  | 3.25,51    |
| 5      | Ilrey Oliver Cynthia Green Cathy Rattray Grace Jackson                      | JAM  | 3.27,51    |
| 6      | Patrizia Lombardo Cosetta Compana Marisa Masullo Erica Rossi                | ITA  | 3.30,82    |
| 7      | M.D. Valsamma Vandana Rao Kurisingal Abraham Pilavullakandi Usha            | IND  | 3.32,49    |
|        | Evelyn Mathieu Madeline de Jesus Angelita Lind Marie Lande Mathieu          | PUR  | DNF        |

### hoogspringen
| rang   | sporter(s)         | land | hoogte    |
| ------ | ------------------ | ---- | --------- |
| Goud   | Ulrike Meyfarth    | FRG  | OR 2,02 m |
| Zilver | Sara Simeoni       | ITA  | 2,00 m    |
| Brons  | Joni Huntley       | USA  | 1,97 m    |
| 4      | Maryse Ewanje-Épée | FRA  | 1,94 m    |
| 5      | Debbie Brill       | CAN  | 1,94 m    |
| 6      | Vanessa Browne     | AUS  | 1,94 m    |
| 7      | Zheng Dazhen       | CHN  | 1,91 m    |
| 8      | Louise Ritter      | USA  | 1,91 m    |

### verspringen
| rang   | sporter(s)       | land | hoogte |
| ------ | ---------------- | ---- | ------ |
| Goud   | Anișoara Stanciu | ROU  | 6,96 m |
| Zilver | Vali Ionescu     | ROU  | 6,81 m |
| Brons  | Sue Hearnshaw    | GBR  | 6,80 m |
| 4      | Angela Thacker   | USA  | 6,78 m |
| 5      | Jackie Joyner    | USA  | 6,77 m |
| 6      | Robyn Lorraway   | AUS  | 6,67 m |
| 7      | Glynis Nunn      | AUS  | 6,53 m |
| 8      | Shonell Ferguson | BAH  | 6,44 m |

### kogelstoten
| rang   | sporter(s)           | land | afstand |
| ------ | -------------------- | ---- | ------- |
| Goud   | Claudia Losch        | FRG  | 20,48 m |
| Zilver | Mihaela Loghin       | ROU  | 20,47 m |
| Brons  | Gael Martin          | AUS  | 19,19 m |
| 4      | Judith Oakes         | GBR  | 18,14 m |
| 5      | Li Meisu             | CHN  | 17,96 m |
| 6      | Venissa Head         | GBR  | 17,90 m |
| 7      | Carol Cady           | USA  | 17,23 m |
| 8      | Florenta Craciunescu | ROU  | 17,23 m |

### discuswerpen
| rang   | sporter(s)           | land | afstand |
| ------ | -------------------- | ---- | ------- |
| Goud   | Ria Stalman          | NED  | 65,36 m |
| Zilver | Leslie Deniz         | USA  | 64,86 m |
| Brons  | Florenta Craciunescu | ROU  | 63,64 m |
| 4      | Ulla Lundholm        | FIN  | 62,84 m |
| 5      | Meg Ritchie          | GBR  | 62,58 m |
| 6      | Ingra Manecke        | FRG  | 58,68 m |
| 7      | Venissa Head         | GBR  | 58,18 m |
| 8      | Gael Martin          | AUS  | 55,88 m |

### speerwerpen
| rang   | sporter(s)       | land | afstand    |
| ------ | ---------------- | ---- | ---------- |
| Goud   | Tessa Sanderson  | GBR  | OR 69,56 m |
| Zilver | Tiina Lillak     | FIN  | 69,00 m    |
| Brons  | Fatima Whitbread | GBR  | 67,14 m    |
| 4      | Tuula Laaksalo   | FIN  | 66,40 m    |
| 5      | Trine Solberg    | NOR  | 64,52 m    |
| 6      | Ingrid Thyssen   | FRG  | 63,26 m    |
| 7      | Beate Peters     | FRG  | 62,34 m    |
| 8      | Karin Smith      | USA  | 62,06 m    |

### zevenkamp
| rang   | sporter(s)     | land | punten  |
| ------ | -------------- | ---- | ------- |
| Goud   | Glynis Nunn    | AUS  | OR 6390 |
| Zilver | Jackie Joyner  | USA  | 6385    |
| Brons  | Sabine Everts  | FRG  | 6363    |
| 4      | Cindy Greiner  | USA  | 6281    |
| 5      | Judy Simpson   | GBR  | 6280    |
| 6      | Sabine Braun   | FRG  | 6236    |
| 7      | Tineke Hidding | NED  | 6147    |
| 8      | Kim Hagger     | GBR  | 6127    |

## Medaillespiegel
| rang   | land                     | goud | zilver | brons | totaal |
| ------ | ------------------------ | ---- | ------ | ----- | ------ |
| 1      | Verenigde Staten         | 16   | 15     | 9     | 40     |
| 2      | Bondsrepubliek Duitsland | 4    | 2      | 5     | 11     |
| 3      | Groot-Brittannië         | 3    | 7      | 6     | 16     |
| 4      | Roemenië                 | 3    | 3      | 4     | 10     |
| 5      | Italië                   | 3    | 1      | 3     | 7      |
| 6      | Finland                  | 2    | 1      | 1     | 4      |
| 7      | Mexico                   | 2    | 1      | 0     | 3      |
| 8      | Marokko                  | 2    | 0      | 0     | 2      |
| 9      | Frankrijk                | 1    | 1      | 2     | 4      |
| 10     | Australië                | 1    | 1      | 1     | 3      |
| 11     | Portugal                 | 1    | 0      | 2     | 3      |
| 12     | Kenia                    | 1    | 0      | 1     | 2      |
| 13     | Brazilië                 | 1    | 0      | 0     | 1      |
| 13     | Nederland                | 1    | 0      | 0     | 1      |
| 15     | Canada                   | 0    | 2      | 3     | 5      |
| 16     | Zweden                   | 0    | 2      | 1     | 3      |
| 17     | Jamaica                  | 0    | 1      | 2     | 3      |
| 18     | Ierland                  | 0    | 1      | 0     | 1      |
| 18     | Ivoorkust                | 0    | 1      | 0     | 1      |
| 18     | Noorwegen                | 0    | 1      | 0     | 1      |
| 18     | Zwitserland              | 0    | 1      | 0     | 1      |
| 22     | China                    | 0    | 0      | 1     | 1      |
| 22     | Nigeria                  | 0    | 0      | 1     | 1      |
| 22     | Spanje                   | 0    | 0      | 1     | 1      |
| totaal | totaal                   | 41   | 41     | 43    | 125    |